# 坊がつる讃歌
「坊がつる讃歌」（ぼうがつるさんか）は、芹洋子のシングル（キングレコード GK-218）。1978年6月21日発売。

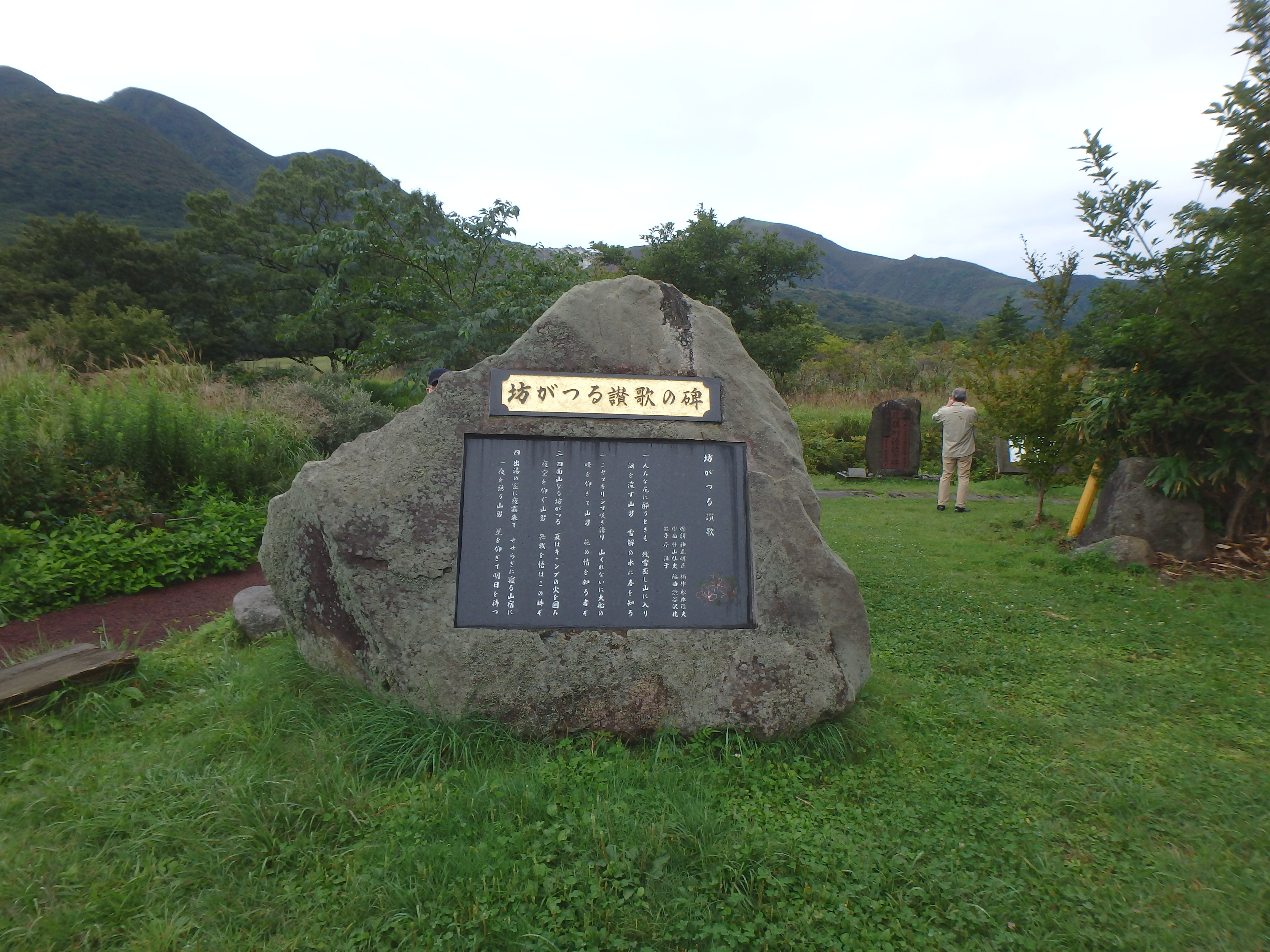
坊がつる讃歌碑

## 概要
表題曲「坊がつる讃歌」は、NHK『みんなのうた』で1978年6月 - 7月に放送された。原曲「坊がつる賛歌」は、1952年（昭和27年）に大分県竹田市の坊ガツルにある山小屋で九州大学の学生3人によって広島高等師範学校の山岳部第一歌「山男の歌」（「広島高師の山男」とも。作詞は1937年、作曲は1940年）をベースに作られた。
芹洋子は1978年12月31日に放送された第29回NHK紅白歌合戦において、本曲で初出場を果たしている。大分県統計協会が毎年発行する県民手帳では、2004年（平成16年）版まで「大分のうた」欄に「大分県行進曲」「久住高原の唄（豊後追分）」と合わせて本曲の歌詞が掲載されていた。
以上のことから芹洋子の代表曲の一つとして親しまれているが、NHK『みんなのうた』では過去に一度も再放送が無く、映像も現存していない（音声は現存する）。『みんなのうた発掘プロジェクト』にて1978年度の放送楽曲が次々と提供されたが、現時点で本曲と1979年2月 - 3月放送の『太陽の街』の2曲は未発掘で、同番組で芹洋子が歌唱した楽曲では唯一である。そのため2022年3月5日放送の『「みんなのうた60」イヤー　グランドフィナーレ特番』では、ゲスト出演の芹洋子を紹介する映像で本曲に触れた際に「第29回NHK紅白歌合戦」の映像が使われた。

## 収録曲
1. 坊がつる讃歌（広島高師山岳部歌より）（3:49）
作詞：神尾明正、松本征夫、作曲：竹山仙史、編曲：青木望、歌：芹洋子、演奏：キング・オーケストラ
2. 愛（4:33）
作詞：岩谷時子、作曲：いずみたく、編曲：小野崎孝輔、歌：芹洋子、演奏：キング・オーケストラ